# 博卡
博卡（德語：Bocka，發音：[ˈbɔka]）是德国图林根州格赖茨县的市镇，面积6.05平方千米，2023年12月31日人口为469人。